# Bicos
Bicos é uma povoação portuguesa do Município de Odemira que foi sede da extinta Freguesia de Bicos, freguesia que tinha 56,52 km² de área e 549 habitantes (2011), e, por isso, uma densidade populacional de 9,7 hab/km².
A Freguesia de Bicos foi extinta, em 2013, no âmbito da reforma administrativa, sendo o seu território distribuído pelas vizinhas freguesias de Vale de Santiago e Colos, tendo a povoação de Bicos ficado a pertencer à freguesia de Vale de Santiago.

## História
A freguesia de Bicos foi criada no dia 25 de Março de 1988. Era a segunda mais pequena em área do Município de Odemira. Segundo os moradores mais antigos dos Bicos, o nome da localidade surgiu de um ponto de união de quatro grandes herdades, onde foi construído um monte que ficou conhecido por “Bicos da Ponta”. A partir daí, as casas construídas foram crescendo.

## População
| 1991 | 2001 | 2011 |
| 770  | 649  | 549  |

Criada pela Lei n.º 56/88,  de 23 de Maio, com lugares das freguesias de Colos e Vale de Santiago

## Localização
Localizada no Baixo Alentejo, mais propriamente no Município de Odemira, sendo uma das freguesias mais interiores deste Município e a segunda menor em área. Desta freguesia fazem parte não só a aldeia de Bicos como também as povoações de Foros da Caiada e Fornalhas Novas. Tal como grande parte da região a que pertence, a paisagem predominante nesta freguesia é a planície.

## Actividades económicas
A economia desta freguesia assenta sobretudo:
- Agricultura
- Comércio
- Exploração de cortiça
- Indústria de secagem de arroz
- Pecuária (gado bovino, ovino e suíno)

## Festas, feiras e romarias
3º Sábado de Maio – Feira Anual
1º Sábado de Outubro – Feira Anual

## Património
- Igreja Paroquial de Bicos

## Associações
- Associação Cultural, Recreativa e Desportiva de Bicos
- Associação Cultural e Desportiva de Bicos- Águias de Campilhas